# École de maturité
En Suisse, les écoles de maturité sont des établissements publics postobligatoires du degré secondaire II qui préparent à la maturité gymnasiale, diplôme donnant accès à l'université et aux écoles polytechniques fédérales. Les écoles s'appellent lycée, collège ou gymnase en fonction du nom retenu par chaque canton.

## Programme de formation
Le programme de formation s'étend de 3 à 5 ans selon le canton concerné. De manière générale le programme comprend des cours obligatoires auxquels s'ajoutent une option spécifique et une option complémentaire. L'option spécifique définit l'accent sur lequel porte l'intérêt principal de l'élève, l'option complémentaire se choisit quant à elle en fin de cursus. Pour couronner sa formation, l'élève doit réaliser un travail de fin de formation appelé travail de maturité. Le succès de sa formation lui permet d'obtenir une maturité gymnasiale.

## Liste des écoles de maturité par canton

### Bâle-Campagne[1]
- Gymnasium Laufen
- Gymnasium Liestal
- Gymnasium Muttenz
- Gymnasium Münchenstein
- Gymnasium Oberwil

### Bâle-Ville[2]
- Gymnasium Bäumlihof
- Gymnasium Kirschgarten
- Gymnasium am Münsterplatz
- Gymnasium Leonhard
- Wirtschaftsgymnasium

### Berne[3]
- Gymnase français de Bienne
- Gymnase de la rue des Alpes (désormais regroupé avec le gymnase français de Bienne)
- Seeland Gymnasium (Gymnase du Seeland)
- Gymnasium Kirchenfeld
- Gymnasium Neufeld
- Gymnasium Köniz-Lerbermatt
- Gymnasium Hofwil
- Freies Gymnasium
- Pädagogisches Ausbildungszentrum NMS
- Gymnasium Muristalden
- Feusi Bildungszentrum
- Gymnasium Burgdorf
- Gymnasium Oberaargau
- Gymnasium Interlaken
- Gymnasium Seefeld
- Gymnasium Thun-Schadau

### Fribourg
- Collège Saint-Michel
- Collège de Gambach
- Collège Sainte-Croix[4]
- Collège du Sud
- Gymnase Intercantonal de la Broye

### Genève
- Collège André-Chavanne
- Collège Rousseau
- Collège Voltaire
- Collège Émilie-Gourd
- Collège Claparède
- Collège Madame de Staël
- Collège de Saussure
- Collège Calvin
- Collège de Candolle
- Collège Sismondi
- Collège pour adultes Alice-Rivaz

### Jura[5]
- Lycée cantonal de Porrentruy

Tous les établissements publics post-obligatoires du canton du Jura sont regroupés au sein du centre jurassien d'enseignement et de formation.

### Neuchâtel[6]
- Lycée Denis-de-Rougemont
- Lycée Blaise-Cendrars
- Lycée Jean-Piaget

### Soleure[7]
- Kantonsschule Olten
- Kantonsschule Solothurn

### Tessin
- Liceo Cantonale Bellinzona
- Liceo Cantonale Locarno
- Liceo Cantonale Lugano 1
- Liceo Cantonale Lugano 2
- Liceo Cantonale Mendrisio

### Valais[8]
- Lycée-Collège des Creusets
- Lycée-Collège de la Planta
- Lycée-Collège de l'Abbaye de Saint-Maurice
- Lycée-Collège Spiritus Sanctus

### Vaud[9]
Dans le canton de Vaud, les écoles de maturité sont intégrées dans les gymnases vaudois.
- Gymnase de Beaulieu
- Gymnase du Bugnon
- Gymnase de Burier
- Gymnase de Bussigny
- Gymnase de Chamblandes
- Gymnase de La Cité
- Gymnase de Morges
- Gymnase de Nyon
- Gymnase Auguste Piccard
- Gymnase d'Yverdon
- Gymnase Intercantonal de la Broye
- Gymnase de Renens
- Gymnase Provence

### Zurich
- Kantonsschule Freudenberg
- Kantonsschule Rämibühl
- Kantonsschule Hohe Promenade
- Kantonsschule Wiedikon
- Kantonsschule Stadelhofen
- Kantonsschule Zürich Nord
- Kantonsschule Hottingen
- Kantonsschule Hohe Promenade
- Kantonsschule Enge
- Liceo Artistico
- Kantonsschule Zürcher Oberland
- Kantonsschule Küsnacht
- Kantonsschule Zürcher Unterland
- Kantonale Maturitätsschule für Erwachsene
- Kantonsschule Rychenberg
- Kantonsschule Im Lee
- Kantonsschule Büelrain
- Kantonsschule Uster
- Kantonsschule Limmattal